# La Furie des tropiques
Pour plus de détails, voir Fiche technique et Distribution.
La Furie des tropiques (titre original : Slattery's Hurricane) est un film américain réalisé par André de Toth sorti en 1949.

## Synopsis
Mécontent de l'US Navy pour n'avoir pas été décorée après une mission dangereuse, le lieutenant Willard Francis Will Slattery quitte le service pour devenir pilote privé pour le fabricant de bonbons RJ Milne, sur la recommandation de sa petite amie, Dolores Grieves, secrétaire de Milne. Slattery mène une vie facile, jusqu'au jour où il tombe littéralement sur le lieutenant Hobby Hobson, un ancien copain de la marine. Amusé que Hobson soit resté en mer, il accepte néanmoins une invitation à participer à un vol météo au cœur d'un ouragan. Slattery est troublé de découvrir que Hobby est marié à son ancienne amante, Aggie, qui a mis fin à leur relation malheureuse des années auparavant. Au dîner des deux couples, il fait semblant de la rencontrer mais Dolores soupçonne immédiatement leur attachement passé. Slattery invite Hobby à voler avec lui le lendemain, incitant Aggie à venir, pour montrer son style de vie, et les présente à Milne et à son partenaire louche, M. Gregory.
Slattery trompe Aggie pour qu'elle le rencontre seul pendant que Hobby est absent, et bien qu'elle rejette initialement, il la séduit. Dolores confronte Slattery et ils se disputent sur sa trahison de Hobby et l'effet que son travail a sur lui. Il découvre bientôt que Dolores a non seulement déménagé, mais a également quitté son emploi, alarmant Milne et Gregory, qui craignent qu'elle en sache trop sur leurs relations. En attendant, la liaison de Slattery avec Aggie se poursuit.
Milne demande à Slattery de l'emmener sur une île isolée des Caraïbes, où Milne a une crise cardiaque. Slattery essaie de sauver sa vie pendant le vol de retour et découvre que Milne fait de la contrebande de drogue. Milne meurt et Slattery garde le colis tandis que Dolores lui téléphone et l'avertit à nouveau de sortir mais il se saoule à la place. Gregory le bat pour récupérer le colis mais Slattery réplique avec un avertissement qu'il a caché des informations sur le réseau de contrebande dans un coffre-fort, si quelque chose lui arrivait.
La Marine décerne de manière inattendue à Slattery la Croix de la Marine pour son héroïsme en temps de guerre. Dolores assiste à la cérémonie mais quand elle voit Slattery embrasser Aggie par la suite, s'effondre et est hospitalisée dans un service psychiatrique. Slattery est appelée par son médecin et fustigée pour son rôle dans sa maladie. Il laisse sa Navy Cross avec Dolores et se rend chez Aggie pour mettre fin à la relation. Un Hobby ivre est là, cependant, ayant découvert l'affaire. Il bat un Will qui ne résiste pas, mais reçoit l'ordre de se présenter pour une mission d'ouragan. Slattery voit que Hobby n'est pas en état de voler la mission et l'assomme pour l'empêcher. Il vole alors l'avion de son employeur et s'envole dans la tempête.
Slattery vole dans l'œil de l'ouragan et signale sa position. Son avertissement contribue à sauver Miami de graves pertes en vies humaines et en biens, mais en retournant à Miami, il perd un moteur. Croyant qu'il va s'écraser, il communique également par radio à la tour l'emplacement des informations sur le trafic de drogue. Lorsque l'avion s'écrase, il survit de manière inattendue.

## Fiche technique
- Titre : La Furie des tropiques
- Titre original : Slattery's Hurricane
- Réalisation : André de Toth
- Scénario : Richard Murphy et Herman Wouk d'après le roman de Herman Wouk
- Photographie : Charles G. Clarke
- Montage : Robert L. Simpson
- Musique : Cyril J. Mockridge
- Direction artistique : Albert Hogsett et Lyle R. Wheeler
- Décors : Thomas Little et Bruce MacDonald
- Costumes : Kay Nelson et Charles Le Maire
- Producteurs : William Perlberg et Darryl F. Zanuck producteur exécutif (non crédité)
- Société de production : Twentieth Century Fox
- Pays de production :  États-Unis
- Langue : Anglais
- Métrage : 2 281 m (10 bobines)
- Format : Noir et blanc — 35 mm — 1,37:1 — Son : Mono   (Western Electric Recording)
- Genre : Film dramatique, Film d'action, Film d'aventure
- Durée : 83 minutes
- Dates de sortie : 
  - États-Unis : 11 août 1949
  - France : 18 août 1950

## Distribution
- Richard Widmark (VF : Jean Daurand) : Will Slattery
- Linda Darnell (VF : Claire Guibert) : Mme Aggie Hobson
- Veronica Lake (VF : Aline Bertrand) : Dolores Greaves
- John Russell (VF : Jacques Erwin) : Le lieutenant Hobson
- Gary Merrill (VF : Pierre Leproux) : Le commandant Kramer
- Walter Kingsford (VF : Maurice Pierrat) : R.J. Milne
- Raymond Greenleaf (VF : Henry Valbel) : L'amiral William F Ollenby
- Stanley Waxman (VF : Raymond Destac) : Frank
- Joe De Santis (VF : Stéphane Audel) : Gregory
- Morris Ankrum : Le psychiatre
- David Bauer (en) (VF : Georges Hubert) : Le docteur Ross

Cascades
Jack N. Young